# Johan Mantzius
Johan Frederik Mantzius (22. juni 1834 i København – 14. september 1890) var cand.phil. og lærer. I 1868 oprettede han Birkerød Kostskole, som han ledede til sin død. Gift 6. april 1869 med Cathrine Elisabeth Mollerup.

## Familie
- Bror Kristian Andreas Leopold Mantzius (1819-1879), skuespiller
- Søster Juliane Johanne Marie Henriette Mantzius (1822-1869)
- Søsterdatter Juliane Blicher-Hansen (1849-1933), højskoleforstander
- Brorsøn Karl Mantzius (1860-1921), skuespiller, instruktør og direktør